# Уиски-Крик (Флорида)
Уиски-Крик (англ. Whiskey Creek) — статистически обособленная местность, расположенная в округе Ли (штат Флорида, США) с населением в 4806 человек по статистическим данным переписи 2000 года.

## География
По данным Бюро переписи населения США, статистически обособленная местность Уиски-Крик имеет общую площадь в 4,14 квадратных километров, водных ресурсов в черте населённого пункта не имеется.
Статистически обособленная местность Уиски-Крик расположена на высоте 3 м над уровнем моря.

## Демография
По данным переписи населения 2000 года, в Уиски-Крик проживало 4806 человек, 1517 семей, насчитывалось 2199 домашних хозяйств и 2374 жилых дома. Средняя плотность населения составляла около 1160,87 человек на один квадратный километр. Расовый состав населённого пункта распределился следующим образом: 96,57 % белых, 0,96 % — чёрных или афроамериканцев, 0,08 % — коренных американцев, 0,71 % — азиатов, 0,02 % — выходцев с тихоокеанских островов, 1,23 % — представителей смешанных рас, 0,44 % — других народностей. Испаноговорящие составили 2,29 % от всех жителей статистически обособленной местности.
Из 2199 домашних хозяйств в 19,7 % воспитывали детей в возрасте до 18 лет, 61,1 % представляли собой совместно проживающие супружеские пары, в 6,0 % семей женщины проживали без мужей, 31,0 % не имели семей. 26,6 % от общего числа семей на момент переписи жили самостоятельно, при этом 17,8 % составили одинокие пожилые люди в возрасте 65 лет и старше. Средний размер домашнего хозяйства составил 2,19 человек, а средний размер семьи — 2,62 человек.
Население статистически обособленной местности по возрастному диапазону по данным переписи 2000 года распределилось следующим образом: 17,0 % — жители младше 18 лет, 3,1 % — между 18 и 24 годами, 19,0 % — от 25 до 44 лет, 27,8 % — от 45 до 64 лет и 33,1 % — в возрасте 65 лет и старше. Средний возраст жителей составил 53 года. На каждые 100 женщин в Уиски-Крик приходилось 87,3 мужчин, при этом на каждые сто женщин 18 лет и старше приходилось 82,5 мужчин также старше 18 лет.
Средний доход на одно домашнее хозяйство статистически обособленной местности составил 52 068 долларов США, а средний доход на одну семью — 60 383 доллара. При этом мужчины имели средний доход в 40 911 долларов США в год против 30 094 доллара среднегодового дохода у женщин. Доход на душу населения статистически обособленной местности составил 52 068 долларов в год. 1,7 % от всего числа семей в населённом пункте и 2,2 % от всей численности населения находилось на момент переписи населения за чертой бедности, при этом 1,3 % из них были моложе 18 лет и 2,4 % — в возрасте 65 лет и старше.